# Comber (zwyczaj)
Comber – wywodząca się ze średniowiecza ludowa zabawa zapustna, odbywająca się dawniej w różnych regionach Polski, zazwyczaj w tłusty czwartek. Najdokładniejsze przekazy dotyczące tego zwyczaju zachowały się jedynie na temat obchodów w Krakowie, gdzie przekupki urządzały na Rynku zabawę z pijatyką i tańcami. 
Zwyczaj ten być może trafił do Polski w okresie średniowiecza i został przyniesiony przez osadników niemieckich. Aleksander Brückner uważał, że słowo comber pochodzi z języka niemieckiego, od słowa Schemper (maska) lub zampern (biegać w maskach). Zygmunt Gloger wspomina o podobnej zabawie, organizowanej przez wiejskie dziewczyny w Poznańskiem, nazywanej cumber lub cumper. Z kolei na Łużycach istnieje karnawałowy zwyczaj o nazwie Zampern lub Zempern. 

## Krakowski comber
Zawsze w tłusty czwartek handlarki krakowskie urządzały „babski comber”, wybierając spośród siebie przewodzącą zabawie marszałkinię (pierwszy zapis o tym wyborze pochodzi z 1600 roku). Pociesznie przebrane i podchmielone kobiety już o świcie wkraczały do miasta, wywołując popłoch wśród mieszkających w mieście mężczyzn. Na czele pochodu niosły wielką słomianą kukłę, wyobrażającą mężczyznę, zwaną combrem (podczas zabawy rzucały się na kukłę rozszarpując ją). Po dotarciu do rynku kobiety rozbiegały się i ścigały mężczyzn. Dworzanie i urzędnicy zatrzymywani w pojazdach musieli się wykupywać datkiem. Od urodziwych żądały buziaka. Mniej zamożnych i nieurodziwych kawalerów kobiety wiązały powrozami, przewracały na ziemię i przykuwały do wielkiego kloca drewna. Czochrały również za włosy wołając przy tym: comber, comber!. Po kilku godzinach łowów i męczenia kawalerów rozpoczynała się radosna zabawa. Tańce i pijatyki niewiast, które „polowały” na mężczyzn trwały często aż do Środy Popielcowej. 
O krakowskim combrze wspomina, wśród opisu różnych zabaw zapustnych, Jędrzej Kitowicz w Opisie obyczajów i zwyczajów za panowania Augusta III: „[..] przekupki sprawiały sobie ochotę, najęły muzykantów, naznosiły rozmaitego jadła i trunków, i w środku rynku na ulicy, choćby po największém błocie tańcowały, kogo tylko z mężczyzn mogły złapać, ciągnęły do tańca”. 
Według krakowskiej legendy, comber wywodzi się od nazwiska okrutnego wójta czy też burmistrza Krakowa. Miał on szczególnie dręczyć przekupki, targając je za włosy i przeklinając, nakładał też srogie grzywny, a nawet więził. Gdy w końcu umarł – a stało się to w czwartek przed Środą Popielcową – w całym mieście zapanowała powszechna radość. Śpiewano, pito i tańczono, powtarzając „zdechł Comber” i odtąd taką zabawę powtarzano co roku. Także od tego czasu krakowski lud miał zamiast wyrazu targać używać słów „combrzyć za głowę”, a tłusty czwartek nazywać „combrem”. Legendę tę przytoczył Konstanty Majeranowski w „Pszczółce Krakowskiej” w 1820 roku, a powtórzył m.in. Łukasz Gołębiowski. 
Comber w Krakowie był urządzany aż do 1846 roku, gdy władze austriackie zabroniły jego obchodów.

## Comber w literaturze
W literaturze dziecięcej krakowski comber opisany został w powieści Janiny Porazińskiej Kichuś majstra Lepigliny (rozdział „Babski Comber na krakowskim Rynku”). 

## Comber współcześnie

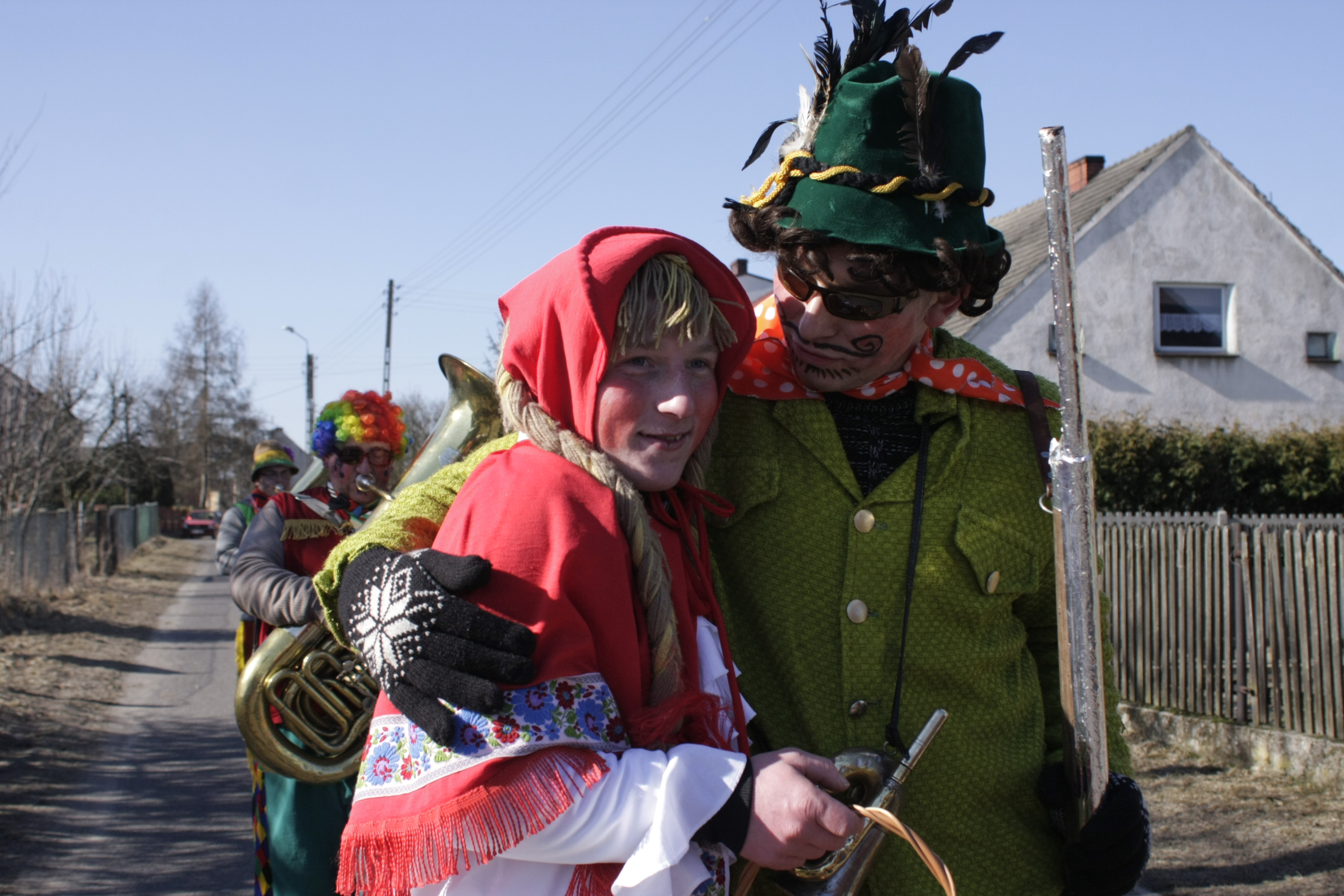
Comber w Świbiu

Współcześnie, zwłaszcza na południu Polski, babskim combrem nazywa się spotkanie organizowane wyłącznie w kobiecym gronie. Wśród górników babski comber jest odpowiednikiem męskiej karczmy piwnej i odbywa się w okolicach Barbórki. 